# Cazul Mantell
Incidentul OZN al lui Thomas F. Mantell a fost printre primele cele mai mediatizate rapoarte privind OZN-urile. Incidentul a dus la accidentarea și moartea căpitanului de 25 de ani, Thomas F. Mantell, la 7 ianuarie 1948 în timp ce se angajase în urmărirea unui presupus OZN. Avionul său, un P-51 Mustang, s-a prăbușit la Franklin, Kentucky.

## Diverse comentarii
Istoricul David Michael Jacobs susține că incidentul de la Mantell a marcat o schimbare bruscă atât a percepției publice cât și a celei guvernamentale în ceea ce privește OZN-urile. Anterior, mass-media de multe ori a tratat rapoartele privind OZN-urile cu o atitudine capricioasă sau superficială, rezervându-le pentru perioadele când nu prea erau știri de publicat. După moartea lui Mantell, evidențiază Jacobs, faptul că o persoană a murit în mod dramatic într-o întâlnire cu o presupusă farfurie zburătoare a crescut în mod dramatic îngrijorarea opiniei publice cu privire la fenomenul OZN: „Ei ar putea fi nu numai extratereștri dar și potențial ostili nouă.”